# Karol Fila
Karol Fila (ur. 13 czerwca 1998 w Gdańsku) – polski piłkarz, występujący na pozycji prawego obrońcy w Wieczystej Kraków.

## Kariera klubowa

### Lechia Gdańsk
W lutym 2012 roku przeniósł się z klubu Żuławy Nowy Dwór Gdański do Akademii Piłkarskiej Lechii Gdańsk. W drużynie rezerw zadebiutował 13 kwietnia 2016 w meczu III ligi przeciwko Arce II Gdynia (1:2). 3 lutego 2017 roku został przesunięty do pierwszego zespołu. 22 lipca 2017 roku zadebiutował w Ekstraklasie w meczu przeciwko Cracovii (0:1). Pierwszą bramkę w barwach drużyny zdobył 19 maja 2019 w meczu Ekstraklasy przeciwko Jagiellonii Białystok (2:0). W sezonie 2018/19 jego klub dotarł do finału Pucharu Polski, w którym zwyciężył z Jagiellonią Białystok (0:1) i zdobył trofeum. Na początku sezonu 2019/20 jego drużyna rozegrała mecz o Superpuchar Polski z Piastem Gliwice (1:3), który wygrała.

### Chojniczanka Chojnice
31 sierpnia 2017 udał się na roczne wypożyczenie do Chojniczanki Chojnice. W klubie zadebiutował 10 września 2017 w meczu I ligi przeciwko GKS-owi Tychy (3:0).

### RC Strasbourg
24 czerwca 2021 roku został ogłoszony nowym zawodnikiem francuskiego RC Strasbourg podpisując czteroletni kontrakt. Zadebiutował 8 sierpnia 2021 w meczu Ligue 1 przeciwko Angers SCO (0:2).

### SV Zulte Waregem
30 stycznia 2023 został wypożyczony do belgijskiego klubu SV Zulte Waregem z Eerste klasse A. 2 lutego 2023 zadebiutował na stadionie Regenboogstadion (Waregem) w przegranym 1:2 meczu z KV Mechelen podczas pierwszego półfinału Pucharu Belgii (2022/2023), w 40. minucie zmienił Benta Sørmo.  

### FCV Dender EH
6 wrzesia 2024 sostał zawodnikiem FCV Dender EH , w rundzie jesiennej zagrał w pięciu meczach strzelając jedną bramkę. 8 rudnia 2024 w meczu 16 kolejki przeciwko  Club Brugge KV doznał poważnej kontuzji wykluczającej go z gry do końca sezonu.

### Wieczysta Kraków
12 lipca 2025 został zawodnikiem Wieczystej Kraków.

## Kariera reprezentacyjna

### Polska U-21
W 2019 roku otrzymał powołanie do reprezentacji Polski U-21. Zadebiutował 21 marca 2019 w meczu towarzyskim przeciwko reprezentacji Anglii U-21 (1:1). Rozegrał trzy mecze na Mistrzostwach Europy U-21 2019, przeciwko reprezentacji Belgii U-21 (3:2), reprezentacji Włoch U-21 (0:1) i reprezentacji Hiszpanii U-21 (5:0). Pierwszą bramkę zdobył 10 września 2019 w meczu eliminacji do Mistrzostw Europy U-21 2021 przeciwko reprezentacji Estonii U-21 (4:0).

## Statystyki

### Klubowe
(stan na koniec sezonu 2024/2025)
| Klub                         | Sezon              | Liga               | Liga | Liga | Puchar kraju | Puchar kraju | Europa | Europa | Inne | Inne | Suma | Suma |
| Klub                         | Sezon              | Liga               | M.   | Br.  | M.           | Br.          | M.     | Br.    | M.   | Br.  | M.   | Br.  |
| ---------------------------- | ------------------ | ------------------ | ---- | ---- | ------------ | ------------ | ------ | ------ | ---- | ---- | ---- | ---- |
| Lechia Gdańsk                | 2017/18            | Ekstraklasa        | 1    | 0    | 1            | 0            | –      | –      | –    | –    | 2    | 0    |
| Lechia Gdańsk                | Ogólnie            | Ogólnie            | 1    | 0    | 1            | 0            | 0      | 0      | 0    | 0    | 2    | 0    |
| Chojniczanka Chojnice (wyp.) | 2017/18            | I liga             | 15   | 0    | –            | –            | –      | –      | –    | –    | 15   | 0    |
| Chojniczanka Chojnice (wyp.) | Ogólnie            | Ogólnie            | 15   | 0    | 0            | 0            | 0      | 0      | 0    | 0    | 15   | 0    |
| Lechia Gdańsk                | 2018/19            | Ekstraklasa        | 29   | 1    | 3            | 0            | –      | –      | –    | –    | 32   | 1    |
| Lechia Gdańsk                | 2019/20            | Ekstraklasa        | 31   | 0    | 5            | 0            | 2      | 0      | 1    | 0    | 39   | 0    |
| Lechia Gdańsk                | 2020/21            | Ekstraklasa        | 26   | 1    | 3            | 1            | –      | –      | –    | –    | 29   | 2    |
| Lechia Gdańsk                | Ogólnie            | Ogólnie            | 86   | 2    | 11           | 1            | 2      | 0      | 1    | 0    | 100  | 3    |
| RC Strasbourg                | 2021/22            | Ligue 1            | 16   | 0    | 1            | 0            | –      | –      | –    | –    | 17   | 0    |
| RC Strasbourg                | 2022/23            | Ligue 1            | 2    | 0    | –            | –            | –      | –      | –    | –    | 2    | 0    |
| RC Strasbourg                | 2023/24            | Ligue 1            | –    | –    | –            | –            | –      | –      | –    | –    | 0    | 0    |
| RC Strasbourg                | 2024/25            | Ligue 1            | 1    | 0    | –            | –            | –      | –      | –    | –    | 1    | 0    |
| RC Strasbourg                | Ogólnie            | Ogólnie            | 19   | 0    | 1            | 0            | 0      | 0      | 0    | 0    | 20   | 0    |
| SV Zulte Waregem (wyp.)      | 2022/23            | Eerste klasse A    | 11   | 1    | 2            | 0            | –      | –      | –    | –    | 13   | 1    |
| RC Strasbourg B              | 2023/24            | National 3         | 3    | 0    | –            | –            | –      | –      | –    | –    | 3    | 0    |
| FCV Dender EH (wyp.)         | 2024/25            | Eerste klasse A    | 5    | 1    | –            | –            | –      | –      | –    | –    | 5    | 1    |
| Ogólnie w karierze           | Ogólnie w karierze | Ogólnie w karierze | 140  | 4    | 15           | 1            | 2      | 0      | 1    | 0    | 158  | 5    |

### Reprezentacyjne
| Reprezentacja | Rok     | Mecze | Bramki |
| ------------- | ------- | ----- | ------ |
| Polska U-21   |         |       |        |
| 2019          | 11      | 1     |        |
| 2020          | 2       | 0     |        |
| Ogólnie       | Ogólnie | 13    | 1      |

| Mecze i gole w reprezentacji | Mecze i gole w reprezentacji | Mecze i gole w reprezentacji  | Mecze i gole w reprezentacji | Mecze i gole w reprezentacji | Mecze i gole w reprezentacji | Mecze i gole w reprezentacji |
| Reprezentacja U-21           | Reprezentacja U-21           | Reprezentacja U-21            | Reprezentacja U-21           | Reprezentacja U-21           | Reprezentacja U-21           | Reprezentacja U-21           |
| Lp.                          | Data                         | Miejsce                       | Przeciwnik                   | Wynik                        | Gol                          | Rozgrywki                    |
| ---------------------------- | ---------------------------- | ----------------------------- | ---------------------------- | ---------------------------- | ---------------------------- | ---------------------------- |
| 1.                           | 21.03.2019                   | Bristol, Anglia               | Anglia U-21                  | 1:1                          |                              | Mecz towarzyski              |
| 2.                           | 26.03.2019                   | Grodzisk Wielkopolski, Polska | Serbia U-21                  | 0:2                          |                              | Mecz towarzyski              |
| 3.                           | 16.06.2019                   | Reggio nell’Emilia, Włochy    | Belgia U-21                  | 3:2                          |                              | ME U-21 2019                 |
| 4.                           | 19.06.2019                   | Bolonia, Włochy               | Włochy U-21                  | 0:1                          |                              | ME U-21 2019                 |
| 5.                           | 22.06.2019                   | Bolonia, Włochy               | Hiszpania U-21               | 5:0                          |                              | ME U-21 2019                 |
| 6.                           | 06.09.2019                   | Jełgawa, Łotwa                | Łotwa U-21                   | 0:1                          |                              | el. ME U-21 2021             |
| 7.                           | 10.09.2019                   | Białystok, Polska             | Estonia U-21                 | 4:0                          | Gol                          | el. ME U-21 2021             |
| 8.                           | 11.10.2019                   | Jekaterynburg, Rosja          | Rosja U-21                   | 2:2                          |                              | el. ME U-21 2021             |
| 9.                           | 15.10.2019                   | Łódź, Polska                  | Serbia U-21                  | 1:0                          |                              | el. ME U-21 2021             |
| 10.                          | 15.11.2019                   | Sofia, Bułgaria               | Bułgaria U-21                | 3:0                          |                              | el. ME U-21 2021             |
| 11.                          | 18.11.2019                   | Podgorica, Czarnogóra         | Czarnogóra U-21              | 1:0                          |                              | Mecz towarzyski              |
| 12.                          | 08.09.2020                   | Łódź, Polska                  | Rosja U-21                   | 1:0                          |                              | el. ME U-21 2021             |
| 13.                          | 13.10.2020                   | Gdynia, Polska                | Bułgaria U-21                | 1:1                          |                              | el. ME U-21 2021             |

## Sukcesy

### Lechia Gdańsk
- Puchar Polski (1×): 2018/2019
- Superpuchar Polski (1×): 2019